# Васіліс Полімерос
Васіліс Полімерос (грец. Βασίλειος Πολύμερος, 20 лютого 1976, Волос) — грецький спортсмен, олімпійський призер з веслувального спорту в академічного веслування, дисципліна — парні двійки, легка вага, 2004 року (спільно із Ніколаосом Скіатітісом) та 2008 року (спільно із Дімітріосом Мугіосом).

## Досягнення
| Рік  | Турнір                                           | Місце | Дисципліна, категорія                     |
| ---- | ------------------------------------------------ | ----- | ----------------------------------------- |
| 2009 | Чемпіонат світу з веслувального спорту, Познань  | 2     | одиночне веслування, легка вага           |
| 2009 | Чемпіонат Європи з веслувального спорту, Брест   | 1     | двійки, легка вага                        |
| 2008 | Літні Олімпійські ігри 2008                      | 2     | академічне веслування, двійки, легка вага |
| 2008 | Чемпіонат Європи з веслувального спорту, Марафон | 2     | двійки, легка вага                        |
| 2007 | Чемпіонат світу з веслувального спорту, Мюнхен   | 2     | двійки, легка вага                        |
| 2007 | Чемпіонат Європи з веслувального спорту, Познань | 2     | двійки, легка вага                        |
| 2005 | Чемпіонат світу з веслувального спорту, Гіфу     | 1     | одиночне веслування, легка вага           |
| 2005 | Середземноморські ігри 2005, Альмерія            | 1     | двійки, легка вага                        |
| 2004 | Літні Олімпійські ігри 2004                      | 3     | академічне веслування, двійки, легка вага |
| 2001 | Чемпіонат світу з веслувального спорту, Люцерн   | 2     | четвірки, легка вага                      |